# Савельев, Юрий Петрович
Ю́рий Петро́вич Саве́льев (6 декабря 1937, Владимир) — советский и российский учёный-ракетостроитель, российский политический деятель.
Ректор Военмеха (1987—2002), доктор технических наук (1976), профессор (1978).
Депутат Законодательного собрания Санкт-Петербурга (2002—2003). Депутат Государственной думы РФ (2003—2007).

## Биография
Родился в семье военного. В 1938 году, после того, как отец был репрессирован, семья переехала в Ленинград. Пережил самую тяжёлую блокадную зиму 1941/42 года и был эвакуирован по Дороге жизни.

### Научная деятельность
Окончил ракетный факультет Ленинградского военно-механического института (1961), инженер-механик. По распределению был направлен в ОКБ-1 (Калининград Московской области), которым руководил С. П. Королёв.
В 1963 году вернулся в Ленинградский военно-механический институт, где поступил в аспирантуру. Работал инженером, преподавателем, проректором, в 1987—2002 — ректор (избран на собрании трудового коллектива; ушёл с поста в связи с избранием депутатом). Заведующий кафедрой ракетостроения (А1).
Специалист в области ракетостроения, внешней баллистики и физической плазмогазодинамики. Руководил и участвовал в разработке и испытаниях боеприпасов и стендов для измерения параметров в ствольных системах оружия. Автор нескольких сотен научных трудов, ряда учебников и изобретений.

### Деятельность в мэрии Санкт-Петербурга
В 1991—1993 годах — председатель Комитета по управлению зоной свободного предпринимательства мэрии Санкт-Петербурга (на общественных началах). В связи с экономическими реформами в России конца 1991 — начала 1992 годов концепция зон свободного предпринимательства в Санкт-Петербурге потеряла актуальность, поэтому заметного влияния на экономику города Комитет не оказал.
Продвигал идею технологического прорыва через создание научно-технических парков. В 1993 году было создано АОЗТ «Балтийский международный научно-технологический парк», президентом которого стал Савельев. Однако деятельность этой компании, которая получила 6,3 га земли и комплекс зданий площадью в 50 тыс. м², ограничилась сдачей недвижимости в аренду.
Именно с этого времени, как утверждает сам Савельев, он знает многих нынешних руководителей России, включая В. В. Путина; а А. Л. Кудрин в 1991 году некоторое время был заместителем Савельева.

### Скандалы в Военмехе
В 1981—1985 годах Савельев, тогда ещё проректор, был одним из главных фигурантов дела о получении взяток за поступление в ВУЗы, провёл полторы недели в «Крестах», но (по утверждению журналиста Андрея Константинова) в отношении него дело было развалено по указанию из обкома КПСС.
Финансовые проверки Военмеха в постсоветский период неоднократно выявляли серьёзные нарушения. В 1993 и 1998 годах Савельев получал и предупреждение о неполном служебном соответствии (а в 1998 году тогдашний начальник УФСПН по Санкт-Петербургу Георгий Полтавченко намекал на грозящий Савельеву срок).
В 1999 году, сразу после начала военной операции НАТО против Югославии Савельев уволил 4 преподавателей из США, работавших в университете по контракту (вскоре они были восстановлены на работе). Как сообщила газета «Известия», «по неофициальным данным из руководства БГТУ» это стало продолжением конфликта с властями США, включившими Военмех в список 10 российских вузов и предприятий, против которых были введены санкции в связи с обвинениями в сотрудничестве с Ираном в области ядерных и ракетных технологий. Тогда же Савельев подписал приказ о введении стипендий имени Слободана Милошевича.
В ответ США ввели санкции персонально против Савельева. Вскоре со стороны российских властей последовал запрет на обучение студентов из Ирана, а Савельев на некоторое время был отстранён от обязанностей ректора. Став депутатом Государственной думы РФ, Савельев возглавил парламентскую комиссию по взаимоотношениям с Ираном.

### Политическая деятельность
Инициатор (1998) создания межрегионального общественного политического движения «Конгресс работников науки, техники, образования, здравоохранения и культуры», ставшего коллективным членом Движения «В поддержку армии, оборонной промышленности и военной науки» (ДПА).
Баллотировался в Государственную думу РФ:
- 1999 — по округу от блока (№ 3 списка) «Движение в поддержку армии»; проиграл Ю. Рыбакову, набрав 12,81 % голосов; блок набрал 0,58 % голосов;
- 2000 — на довыборах по округу как независимый кандидат; занял первое место (36,79 % голосов), но выборы были признаны несостоявшимися из-за явки менее четверти избирателей (18,71 %).
- 2001 — на довыборах по округу как независимый кандидат; занял первое место (45,52 % голосов), но выборы были признаны несостоявшимися из-за явки менее четверти избирателей (22,49 %).

#### Депутат Законодательного Собрания Санкт-Петербурга
Избирался депутатом Законодательного Собрания Санкт-Петербурга:
- 2002 — опередил Л. Романкова; был выдвинут от блока «Наука, промышленность, образование». Сокоординатор (заместитель координатора) фракции «КПРФ — НПСР». Член комиссии по науке и высшей школе, комитета по законодательству. Сложил полномочия в связи с избранием депутатом Государственной думы РФ.

#### Депутат Государственной Думы РФ
Избран депутатом Государственной Думы РФ:
- 2003 — по списку блока «Родина» (по округу занял 3-е место — 9,97 % голосов).

Заместитель председателя Комитета по промышленности, строительству и наукоемким технологиям, член Комиссии по рассмотрению расходов федерального бюджета, направленных на обеспечение обороны и государственной безопасности РФ.
Член Фракции Народно-Патриотический Союз «Родина» (Партия Национального Возрождения «Народная Воля» — Социалистическая единая партия России — «Патриоты России»).
Член межфракционных депутатских объединений «Авиация и космонавтика России» и «Наука и высокие технологии».
17 августа 2004 года направил депутатский запрос в Генеральную прокуратуру, МВД и ФСБ, в котором обвинил Объединённую финансовую группу (дочернюю компанию UFG) в незаконной перепродаже акций ОАО «Газпром» иностранным компаниям. На следующий день информация о запросе попала в СМИ, и акции «Газпрома» в РТС рухнули на 13 %, а индекс РТС понизился на 2,6 %. 15 октября в ответе на запрос Генеральная прокуратура сообщила, что никаких нарушений закона в операциях UFG с акциями «Газпрома» не обнаружено.
В январе 2005 года в числе 20 депутатов подписал антисемитское обращение в Генеральную прокуратуру РФ, почти дословно совпадавшее с «Письмом 500».

#### Партийная деятельность
Входил в партию «Родина», возглавлял Санкт-Петербургское отделение. После объединения в октябре 2006 года 3-х партий (включая «Родину») в партию «Справедливая Россия» вместе с большей частью отделения перешёл в партию «Патриоты России».
В настоящее время — член Санкт-Петербургского городского комитета КПРФ.

#### Расследование по Беслану
Член Парламентской комиссии по расследованию причин и обстоятельств совершения террористического акта в городе Беслане Республики Северная Осетия — Алания 1—3 сентября 2004 года.
Не согласившись с выводами комиссии, Савельев выступил с особым мнением. В мае — июне 2006 года он ознакомил со своими выводами других членов комиссии и некоторых экспертов; реакция была негативной, председатель комиссии Александр Торшин обвинил Савельева в «политических играх». В конце августа доклад был опубликован под названием «Беслан: правда заложников» на сайте «Правда Беслана» и представлен Савельевым на пресс-конференции 30 августа. Свой доклад Савельев прокомментировал так:

Я занимался чисто техническими аспектами проблемы, я не занимался никаким политиканством. Здесь нет ни слова о каких-то оценках действий кого-то. Я констатировал, что произошло.

В докладе утверждается, вопреки официальной версии и выводам комиссии, что первые взрывы были результатами выстрелов из гранатомёта извне школы; обстрел школы извне вёлся из гранатомётов и огнемётов, стрельба из танков велась боевыми снарядами; террористов было в два раза больше, чем утверждается следствием.
Документ имеет объём около 700 страниц и содержит около 300 фотографий. Он основывается на показаниях свидетелей в суде и личном общении со свидетелями, фото- и видеодокументах, материалах следствия и экспертиз, а также собственных выводах Савельева как эксперта по физике горения и взрыва.

#### Выборы 2007 года
На выборах в Законодательное Собрание Санкт-Петербурга 2007 года возглавлял список партии «Патриоты России», набравший 5,60 % голосов и не преодолевший 7%-й барьер. На выборах в Государственную думу 2007 года входил в список партии «Патриоты России», набравший 0,89 % и не преодолевший 7%-й барьер (возглавлял региональную группу № 16: Республика Северная Осетия — Алания, Ставропольский край).

## Книги и статьи

### Учебные пособия
- Теоретические основы действия боеприпасов: учебное пособие. Ч. 1 / Ю. П. Савельев, Ю. В. Генкин. — СПб.: БГТУ «Военмех», 1997.
- Лекции по уравнениям динамики полёта и внешней баллистики: учебное пособие для вузов / Ю. П. Савельев. — СПб.: БГТУ «Военмех» [и др.], 2003—2005.
- Методы оценки эффективности действия боеприпасов на стадии проектирования: Учеб. пособие / А. Г. Белов, Е. Н. Никулин, Ю. П. Савельев, Н. Н. Фалолеев; Балт. гос. техн. ун-т. — СПб.: БГТУ «Военмех», 1996.

### Статьи
- Савельев Ю. П. Об использовании интегральных уравнений высших моментов для расчета срывных зон в сверхзвуковых течениях // Известия СО АН СССР, серия техн. наук. — 1975. — Вып. 3, № 13. — С. 27—33.
- Савельев Ю. П. Об одном инвариантном решении уравнений турбулентного пограничного слоя // ПМТФ. — 1975. — № 4. — С. 126—132.
- Савельев Ю. П. Влияние турбулентности внешнего потока на переход для некоторых классов автомодельных течений // ИФЖ. — 1976. — Т. XXX, № 3.
- Савельев Ю. П. К расчёту отрывных сверхзвуковых пространственных течений методом интегральных соотношений // Уч. зап. ЦАГИ. — 1976. — Т. VII, № 5. — С. 15—25.
- Савельев Ю. П., Степанов М. М. О термодинамической неравновесности дальних гиперзвуковых следов // ЖТФ. — 1987. — Т. 57, № 11. — С. 2178—2183.
- Савельев Ю. П., Степанов М. М. Исследование течения реального газа в гиперзвуковых следах в случае малых чисел Рейнольдса // Известия АН СССР. Серия МЖГ. — 1988. — № 6. — С. 153—165.
- Савельев Ю. П., Степанов М. М. Термодиффузия и диффузионный термоэффект в течениях низкотемпературной плазмы // ИЖФ. — 1988. — Т. 5, № 3. — С. 389—397.
- Савельев Ю. П., Степанов М. М. Модели переносных свойств низкотемпературной плазмы в условиях термохимической неравновесности // Актуальные вопросы ракетостроения: Сб. ст.. — СПб.: БГТУ «Военмех», 2001. — С. 42—46.
- Савельев Ю. П., Степанов М. М. Распределение частиц в ближнем следе за спускаемым аппаратом, при их вдуве с боковой поверхности // Актуальные вопросы ракетостроения: Сб. ст.. — СПб.: БГТУ «Военмех», 2001. — С. 47—51.

## Награды и звания
- Орден Трудового Красного Знамени
- Юбилейная медаль «300 лет Российскому флоту»
- Медаль «В память 300-летия Санкт-Петербурга»
- Медаль «50 лет Победы в Великой Отечественной войне 1941-1945 гг.»

Почётные звания
- Почётный работник высшего образования